# Euphorbia fractiflexa
Euphorbia fractiflexa es una especie fanerógama perteneciente a la familia de las euforbiáceas. Es nativa de Arabia Saudita, Omán y Yemen.

## Descripción
Es una planta suculenta y espinosa muy parecida a Euphorbia collenetteae

## Taxonomía
Euphorbia fractiflexa fue descrita por S.Carter & J.R.I.Wood y publicado en Kew Bulletin 37: 75. 1982.
Etimología
Euphorbia: nombre genérico que deriva del médico griego del rey Juba II de Mauritania (52 a 50 a. C. - 23), Euphorbus, en su honor – o en alusión a su gran vientre –  ya que usaba médicamente Euphorbia resinifera. En 1753 Carlos Linneo asignó el nombre a todo el género.
fractiflexa: epíteto latino que significa "zizageante".